# Marc Fossard
Pour les articles homonymes, voir Fossard.
Marc Fossard est un directeur de la photographie français, né le 15 août 1912 à Rivery et mort le 2 juillet 2007 , à Vierzon (Cher).

## Filmographie partielle
- 1934 : Maria Chapdelaine de Julien Duvivier
- 1935 : La Bandera de Julien Duvivier
- 1935 : Golgotha de Julien Duvivier
- 1935 : Veille d'armes de Marcel L'Herbier
- 1936 : La Belle équipe de Julien Duvivier
- 1936 : Pépé le Moko de Julien Duvivier
- 1937 : Les Perles de la couronne de Sacha Guitry + (assistant réalisateur)
- 1938 : Le Quai des brumes de Marcel Carné
- 1938 : Le Récif de corail de Maurice Gleize
- 1942 : Les Visiteurs du soir de Marcel Carné (cadreur)
- 1943 : Les Enfants du paradis de Marcel Carné
- 1948 : Si jeunesse savait d'André Cerf
- 1949 : L'Ange rouge de Jacques Daniel-Norman
- 1949 : L'Homme aux mains d'argile de Léon Mathot
- 1949 : On ne triche pas avec la vie de René Delacroix et  Paul Vandenberghe
- 1950 : Envoi de fleurs de Jean Stelli
- 1950 : Sans laisser d'adresse de Jean-Paul Le Chanois
- 1952 : Une fille sur la route de Jean Stelli
- 1952 : Douze Heures de bonheur (ou Jupiter) de Gilles Grangier
- 1952 : La Fille au fouet de Jean Dréville
- 1953 : Les Détectives du dimanche de Claude Orval
- 1954 : Les Évadés de Jean-Paul Le Chanois
- 1954 : Papa, Maman, la Bonne et moi de Jean-Paul Le Chanois
- 1954 : Poisson d'avril de Gilles Grangier
- 1955 : Un jardin public, court métrage de Paul Paviot
- 1956 : Alerte au Deuxième Bureau de Jean Stelli
- 1956 : Papa, maman, ma femme et moi de Jean-Paul Le Chanois
- 1957 : Bonjour jeunesse de Maurice Cam
- 1957 : Deuxième Bureau contre inconnu de Jean Stelli
- 1957 : La Famille Anodin d'André Leroux (série télévisée) (2 épisodes)
- 1958 : Django Reinhardt, court métrage de Paul Paviot
- 1958 : Rapt au Deuxième Bureau de Jean Stelli
- 1959 : J'irai cracher sur vos tombes de Michel Gast
- 1959 : Les Amants de demain de Marcel Blistène
- 1960 : Pantalaskas de Paul Paviot
- 1961 : Le Sahara brûle de Michel Gast
- 1962 : La Croix et la Bannière de Philippe Ducrest
- 1964 : Le Gendarme de Saint-Tropez de Jean Girault
- 1964 : Requiem pour un caïd de Maurice Cloche
- 1964 : Les Cinq Dernières Minutes : Fenêtre sur jardin de Claude Loursais
- 1964 : Les Cinq Dernières Minutes de Claude Loursais, épisode : Quand le vin est tiré
- 1964 : Les Cinq Dernières Minutes, épisode  Sans fleurs, ni couronnes de Claude Loursais
- 1965 : Les Cinq Dernières Minutes, épisode  Bonheur à tout prix  de Claude Loursais
- 1965 : Les Cinq Dernières Minutes, épisode Des fleurs pour l'inspecteur de Claude Loursais
- 1965 : Les Cinq Dernières Minutes, épisode La Chasse aux grenouilles de Claude Loursais
- 1965 : 22, avenue de la Victoire (mini-série) de Marcel Moussy, épisodes 1 à 13
- 1966 : Les Cinq Dernières Minutes de Claude Loursais, épisode Pigeon vole
- 1967 : Les Cinq Dernières Minutes : Finir en beauté de Claude Loursais
- 1969 : La Veuve rusée (de Carlo Goldoni), téléfilm de Jean Bertho
- 1969 : En votre âme et conscience, épisode : L'Affaire Deschamps ou la reconstitution de  Jean Bertho
- 1969 : Les Cinq Dernières Minutes de Claude Loursais, épisode Traitement de choc
- 1969 : En votre âme et conscience, épisode : L'Affaire Deschamps ou la reconstitution de  Jean Bertho
- 1969 : Le Tribunal de l'impossible, série, épisode Le Sabbat du Mont d'Etenclin de Michel Subiela
- 1970 : Céleste de Michel Gast
- 1972 : Les Cinq Dernières Minutes de Claude Loursais dans l'épisode : Chassé-croisé
- 1972 : La Sainte Farce, téléfilm de Jean Pignol
- 1972 : La Mort d'un champion d'Abder Isker
- 1973 : Un certain Richard Dorian, d'Abder Isker
- 1974 : La Passagère d'Abder Isker
- 1976 : Le Berger des abeilles, téléfilm de Jean-Paul Le Chanois
- 1976 : Les Cinq Dernières Minutes, épisode Le Collier d'épingles de Claude Loursais
- 1980 : Comme une femme, de Christian Dura